# Home Riggs Popham

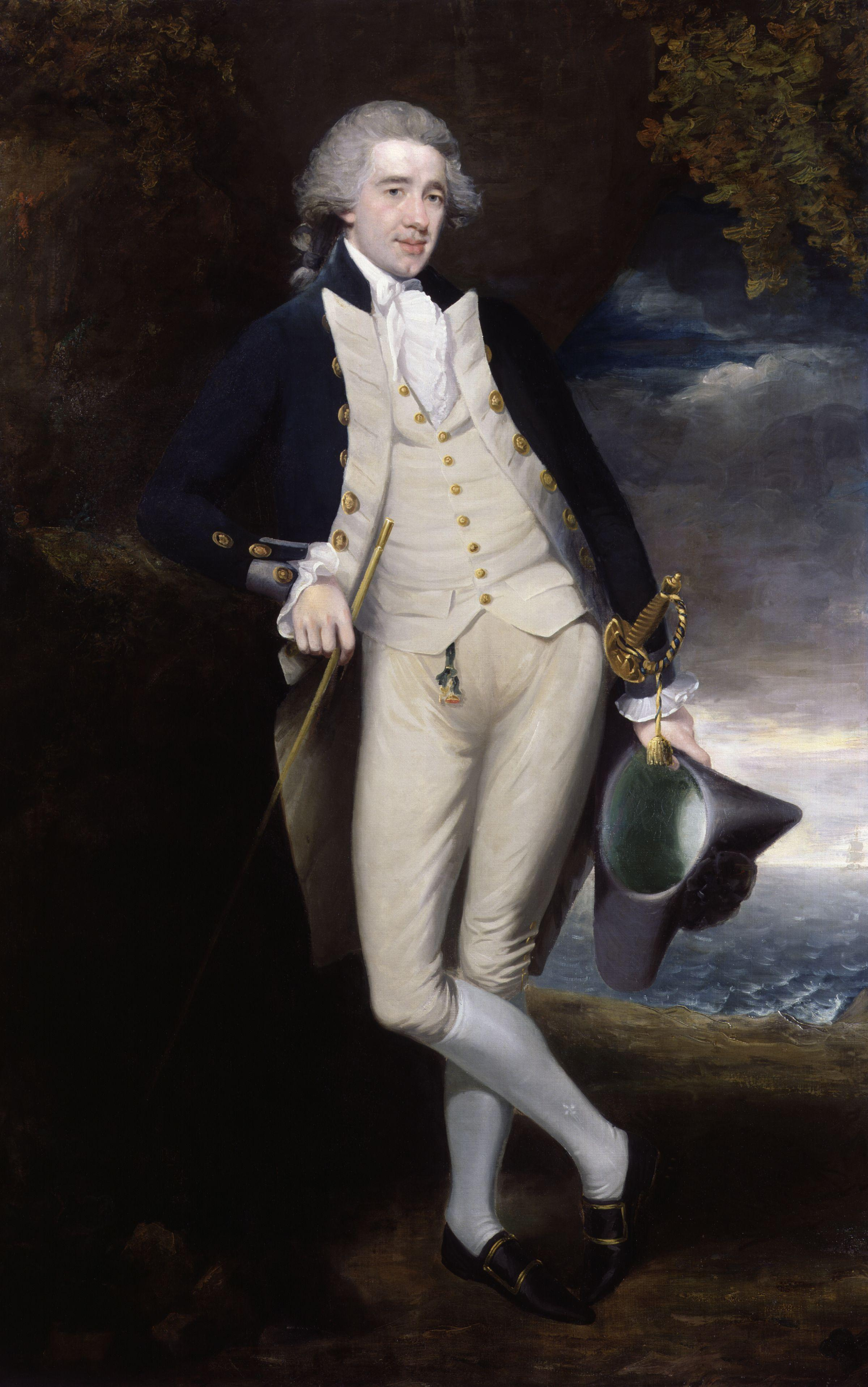
Sir Home Riggs Popham.

Home Riggs Popham, född den 12 oktober 1762 i Tetouan, död den 2 september 1820 i Cheltenham, var en engelsk amiral.
Popham, vars far var konsul, inträdde 1778 i engelska flottans tjänst, deltog på 1790-talet i flottans och arméns kombinerade operationer i Flandern och samverkade 
1806 med general David Baird vid ockupationen av Kaplandet samt företog samma år utan order en expedition till Buenos Aires, där han dock inte lyckades åstadkomma den resning bland de spanska kolonisterna, som var företagets syfte. Popham blev konteramiral 1814 och erhöll 1815 knightvärdighet. Det av honom uppfunna signalsystemet "Telegraphic Signals of Marine Vocabulary" antogs 1803 av amiralitetet.

Lord Nelsons signal vid slaget vid Trafalgar, skrivet med Pophams signalsystem. "England expects that every man will do his duty"
.